# Kanton Gacé
Kanton Gacé (francouzsky Canton de Gacé) byl francouzský kanton v departementu Orne v regionu Dolní Normandie. Tvořilo ho 14 obcí. Zrušen byl po reformě kantonů 2014.

## Obce kantonu
- Chaumont
- Cisai-Saint-Aubin
- Coulmer
- Croisilles
- La Fresnaie-Fayel
- Gacé
- Mardilly
- Ménil-Hubert-en-Exmes
- Neuville-sur-Touques
- Orgères
- Résenlieu
- Saint-Evroult-de-Montfort
- Le Sap-André
- La Trinité-des-Laitiers